# Byasjön (Åsenhöga socken, Småland)
Byasjön är en sjö i Gnosjö kommun i Småland och ingår i Lagans huvudavrinningsområde. Sjön är 15,8 meter djup, har en yta på 0,193 kvadratkilometer och är belägen 230,2 meter över havet. Sjön avvattnas av vattendraget Marieholmskanalen (Modalaån). Vid provfiske har abborre och gädda fångats i sjön.

## Delavrinningsområde
Byasjön ingår i det delavrinningsområde (636414-138502) som SMHI kallar för Inloppet i Mosjön. Avrinningsområdets medelhöjd är 244 meter över havet och ytan är 24,07 kvadratkilometer. Det finns inga delavrinningsområden uppströms utan avrinningsområdet är högsta punkten. Marieholmskanalen (Modalaån) som avvattnar avrinningsområdet har biflödesordning 3, vilket innebär att vattnet flödar genom totalt 3 vattendrag innan det når havet efter 198 kilometer. Delavrinningsområdet består mestadels av skog (91 procent). Avrinningsområdet har 0,53 kvadratkilometer vattenytor vilket ger det en sjöprocent på 2,2 procent.